# Schoenus grandiflorus
Schoenus grandiflorus är en halvgräsart som först beskrevs av Christian Gottfried Daniel Nees von Esenbeck, och fick sitt nu gällande namn av Ferdinand von Mueller. Schoenus grandiflorus ingår i släktet axagssläktet, och familjen halvgräs. Inga underarter finns listade i Catalogue of Life.